# Симолин, Карл Матвеевич
Карл-Густав Матвеевич Симолин (1715—1777) — русский дипломат, барон, действительный статский советник.
Сын финского пастора Матиаса Михаэля Симолина, старший брат Ивана Матвеевича. С 1758 г. в течение 18 лет служил сначала канцелярии советником, а потом министром русского двора в Митаве. По приказанию императрицы он вместе с Алое содействовал польско-саксонскому принцу Карлу, сыну Августа III, в получении герцогства Курляндского, склонив к тому тамошних обер-ратов, рыцарство и земство, и улаживал несогласие, возникшее между новым герцогом и дворянством. 
С восшествием на престол Петра IIІ, по его приказанию, Симолин создал против обладателя Курляндии (1763 г.) сильную партию и начал агитацию в пользу Бирона и затем, по возвращении Бирона из ссылки и восстановлении его в герцогском достоинстве, требовал от Курляндского земского правления обеспечения доходами герцогства значительных денежных претензий Российского двора к герцогу Бирону.